# Kemulariella
Kemulariella  es un género perteneciente a la familia Asteraceae. Comprende 7 especies descritas y solo 6 aceptadas.

## Taxonomía
El género fue descrito por Tamamsch. in Komarov y publicado en Flora URSS 25: 580. 1959.

## Especies
A continuación se brinda un listado de las especies del género Kemulariella aceptadas hasta junio de 2011, ordenadas alfabéticamente. Para cada una se indica el nombre binomial seguido del autor, abreviado según las convenciones y usos.
- Kemulariella abchasica (Kem.-Nath.) Tamamsch.
- Kemulariella caucasica (Willd.) Tamansch.
- Kemulariella colchica (Albov) Tamamsch.
- Kemulariella rosea (Steven) Tamamsch.
- Kemulariella tugana (Albov) Tamamsch.
- Kemulariella tuganiana (Albov) Tamamsch.